# Mopala
Mopala là một chi bướm ngày thuộc họ Bướm nâu.